# High Civilization
High Civilization (с англ. — «Высокая цивилизация») — девятнадцатый студийный альбом британской группы Bee Gees, вышедший в марте 1991 года. Это третий и последний альбом, изданный при участии лейбла Warner Music Group — музыканты не станут продлевать истекающий четырёхлетний контракт. Так как два предыдущих релиза не снискали в США большой популярности, компания решила не вкладывать в раскрутку значительные средства. Звучание High Civilization в определённой степени отличается от стиля предыдущего диска, братья Гибб сделали упор на программируемые ударные аранжировки и прочие электронные эффекты, представленные композиции зазвучали более современно.

## Об альбоме
Первым синглом с альбома была выпущена песня «Secret Love», баллада со сравнительно высоким темпом, которая сразу после релиза попала в пятёрку британского чарта. Вторым синглом вышла более тяжёлая поп-композиция «When He’s Gone», за ней в виде отдельного диска последовала сентиментальная баллада «The Only Love». Кроме того, в Европе большу́ю популярность снискала песня «Happy Ever After», выпущенная исключительно на аудиокассетах — шестое место в Швейцарии, второе в Германии (получила в этих странах статус платиновой), 24-е в Соединённом Королевстве. При том что в американском хит-параде она даже не появилась. Всего мировые продажи составили 1,1 млн экземпляров.
Примечательно, что High Civilization стал первым со времён RSO альбомом Bee Gees, релиз которого не сопровождался масштабным гастрольным туром по США. Это обстоятельство было вызвано, по-видимому, ухудшением здоровья Барри Гибба и низким уровнем продаж предыдущих пластинок. Тем не менее, несмотря на относительную неудачу данного продукта, во время работы над следующим альбомом братья продолжили сотрудничество с продюсером Феми Джия.

## Список композиций
1. «High Civilization» — 5:31
2. «Secret Love» — 3:42
3. «When He's Gone» — 5:59
4. «Happy Ever After» — 6:17
5. «Party with No Name» — 4:56
6. «Ghost Train» — 6:04
7. «Dimensions» — 5:28
8. «The Only Love» — 5:36
9. «Human Sacrifice» — 5:42
10. «True Confessions» — 5:16
11. «Evolution» — 5:37